# Чищення в Міноборони РФ

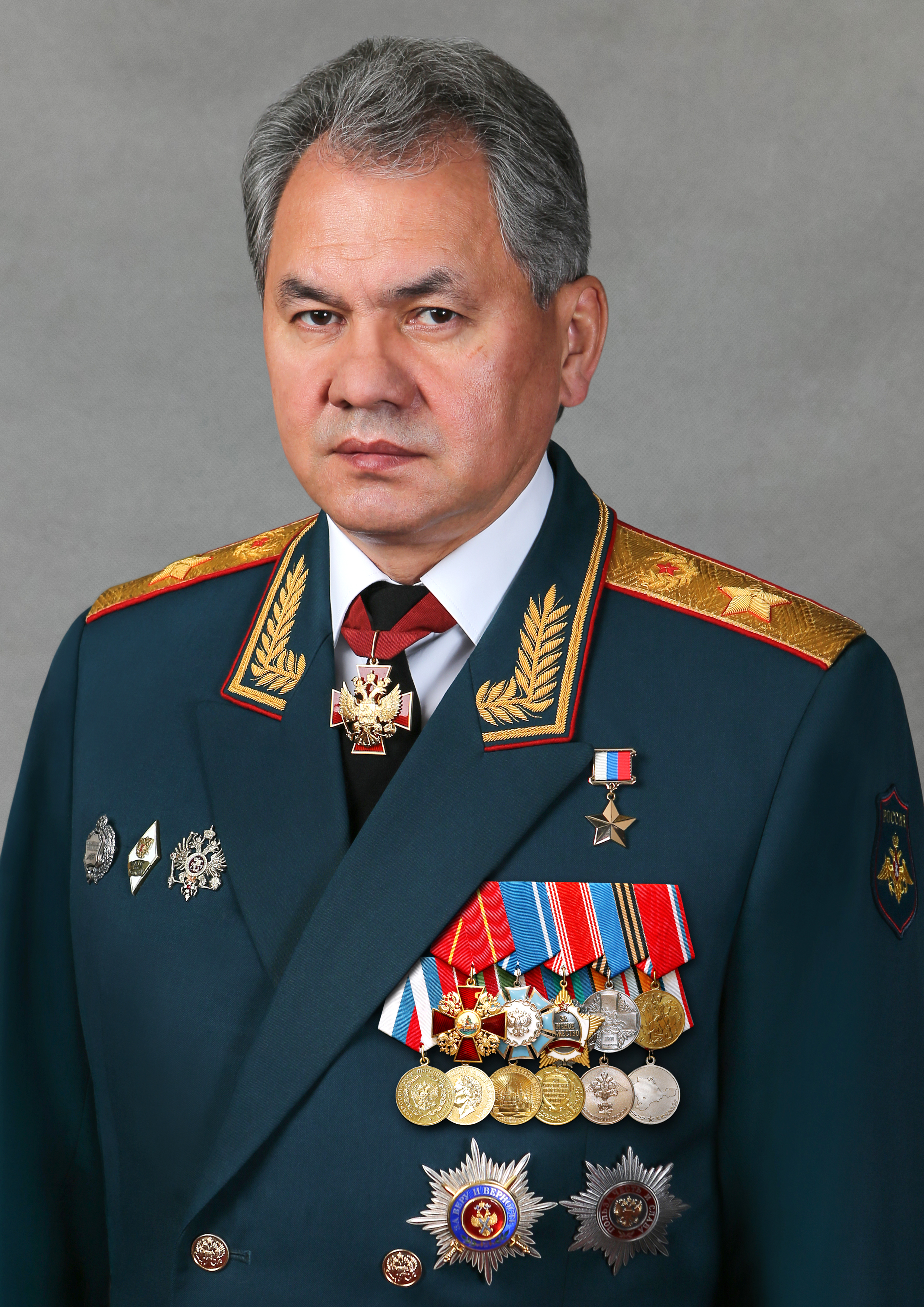
Міністр оборони Російської Федерації Сергій Шойгу

Чистки в Міноборони РФ (рос. Чистки в Минобороны РФ) — сукупність організаційних заходів щодо перевірки відповідності членів Міністерства оборони Російської Федерації висуваються до них вимогам у 2024 році. Свої пости втратили десять осіб, а семеро з них були заарештовані. Деякі видання пов'язують арешти чиновників щодо кримінального переслідування із відставкою Сергія Шойгу 12 травня.

## Хронологія звільнень та арештів

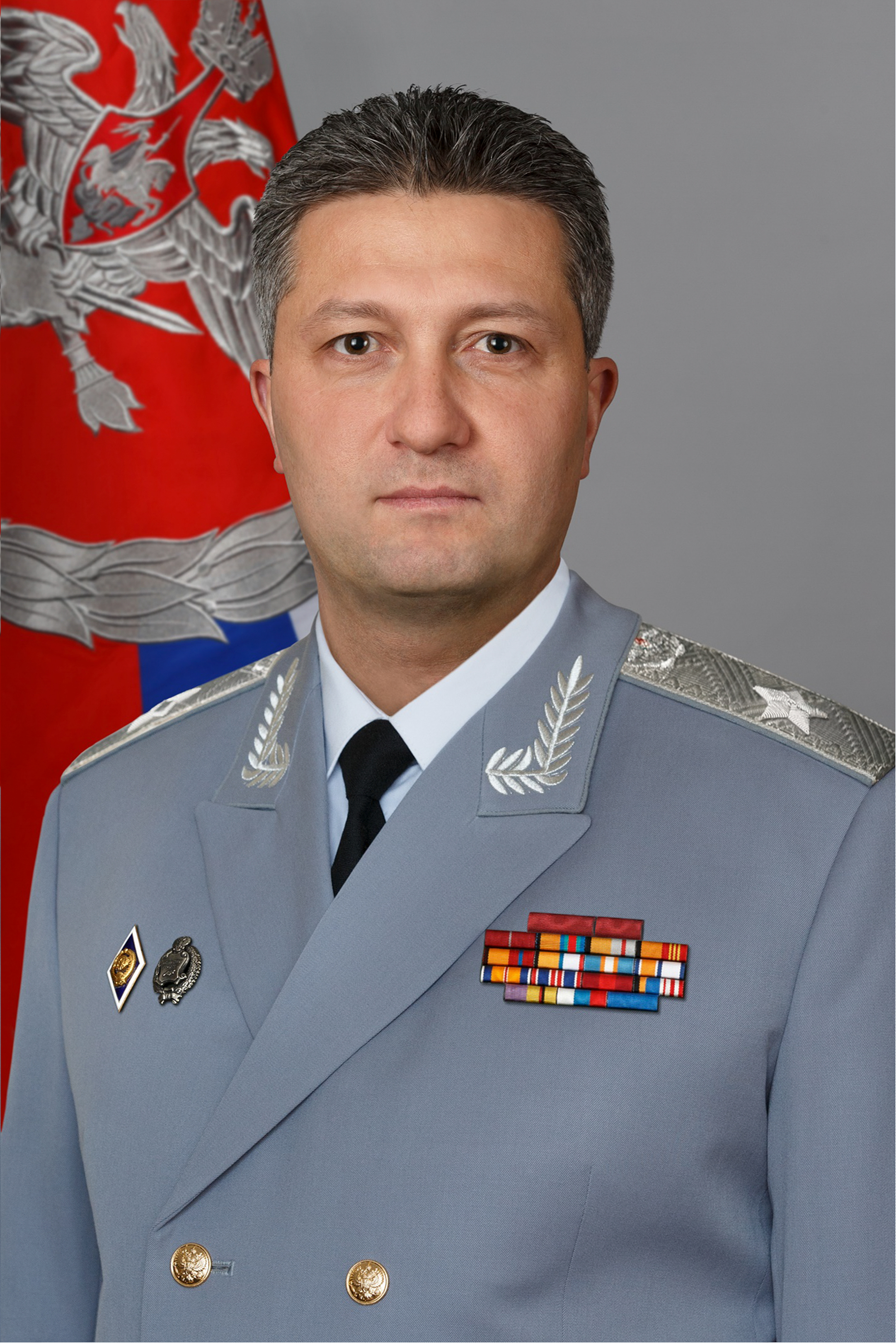
Заступник міністра оборони Тимур Іванов

24 квітня 2024 року затримано і наступного дня заарештовано заступника міністра оборони Тимура Іванова за звинуваченням у злочині, передбаченому частиною 6 статті 290 Кримінального кодексу Російської Федерації. В результаті справи Тимура Іванова було усунуто з посади заступника міністра оборони РФ.

12 травня 2024 року Сергія Шойгу було відправлено у відставку та замінено економістом Андрієм Бєлоусовим. Професор Фінансового університету Костянтин Симонов орметил: 
Можемо констатувати, що в Міноборони почалися масштабні чистки, почнеться ухвалення рішень за результатами проведених перевірок. Тобто папки, я думаю, на керівників були вже давно, це не результат діяльності нового міністра, це стосується і Тимура Іванова, і, знову ж таки, були вкидання, що його розробка велася протягом декількох років, тобто задовго до прийняття серйозних рішень. Тепер ми розуміємо, що ситуація з Тимуром Івановим була підготовкою, зокрема й громадськості, до розуміння майбутнього рішення щодо міністра оборони. У цьому плані це був сигнал, який треба було правильно вловити і переварити. Нині вже почнеться серйозна зачистка, мій погляд, самого міністерства, і Білоусов буде символом цього самообновления.
14 травня 2024 року за деякими джерелами заяву про відставку подав перший заступник Сергія Шойгу Руслан Цаліков.
За власним бажанням звільнився вирішив перший заступник міністра з військово-технічного забезпечення Олексій Криворучко, а нині ФСБ та СК готують справу про шахрайство.
14 травня 2024 року було заарештовано генерал-лейтенанта, начальника Головного управління кадрів Міністерства оборони Росії Юрія Кузнецова.
17 травня 2024 року суд заарештував генерал-майора, колишнього командувача 58-ї армії Івана Попова і йому загрожує до 10 років в'язниці за розкрадання на суму понад 100 мільйонів рублів.
20 травня 2024 року знято з посади генерал-полковника, керівника Апарату міністра оборони Росії у 2013—2024 роках Юрія Садовенка. Того ж дня колишнього аудитора Рахункової палати Олега Савельєва було призначено заступником голови Міноборони РФ. 
22 травня 2024 року заарештований генерал-лейтенант, начальник Головного управління зв'язку збройних сил, заступник начальника Генерального штабу генерал-лейтенант Вадим Шамарін, імовірно за хабар.
22 травня 2024 року «у зв'язку з переходом на нову роботу» звільнилася речниця Міністерства Оборони Росіяна Марковська (її своїм прес-секретарем Сергій Шойгу призначив у листопаді 2017 року).
23 травня 2024 року було затримано співробітника департаменту Міноборони з ДОЗ Володимира Вертелецького.

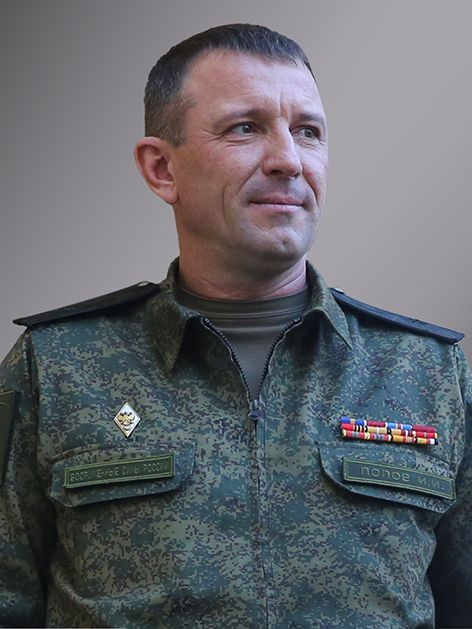
командувача 58-ї армії Попов Іван Іванович

23 травня 2024 року командувача 20-ї армії Сухраба Ахмедова знято з посади. За інформацією Володимира Рогова його поки що лише зняли, але «ситуація у розвитку».